# Mobārakeh-ye Seh
Mobārakeh-ye Seh (persiska: Mobārakī-ye Seh, مبارکه سه) är en ort i Iran.   Den ligger i provinsen Khuzestan, i den västra delen av landet, 600 km söder om huvudstaden Teheran. Mobārakeh-ye Seh ligger 9 meter över havet och antalet invånare är 147.
Terrängen runt Mobārakeh-ye Seh är mycket platt. Runt Mobārakeh-ye Seh är det ganska tätbefolkat, med 54 invånare per kvadratkilometer. Närmaste större samhälle är Soveyseh-ye Chahār, 13,7 km norr om Mobārakeh-ye Seh. Trakten runt Mobārakeh-ye Seh består till största delen av jordbruksmark.